# Portret duchownego
Portret duchownego (niderl. Portret van een waardigheidsbekleder van de Oosters-orthodoxe Kerk) – obraz przypisywany holenderskiemu malarzowi, czynnemu w Gdańsku, Helmichowi van Thweenhuysen II.   
Portret przedstawia mężczyznę na szarooliwkowym tle, z prawą ręką spoczywającą na książce. Jego twarz okolona jest siwą brodą, głowa zwrócona jest w prawą stronę, a na niej znajduje się wysoka miękka czapa.

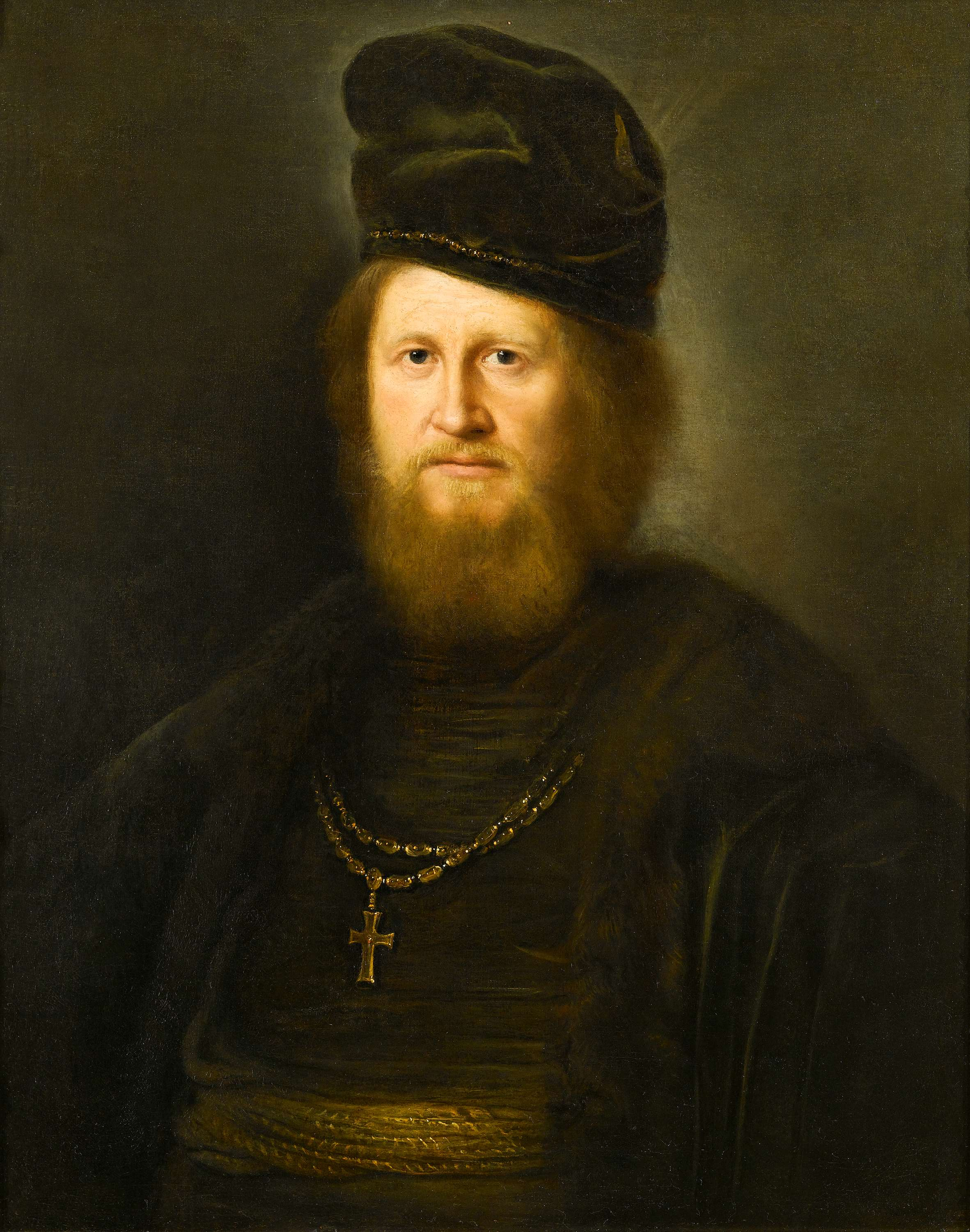
Portret brodatego kleryka
ok. 1650, Sphinx Fine Art w Londynie

## Interpretacja i autorstwo
Nie jest znana tożsamość modela. Czapa na głowie może wskazywać na duchownego obrządku Kościoła wschodniego, być może biskupa greckiego. Pod takim tytułem, Grecki biskup, figurował we wcześniejszych opisach. Podobny kompozycyjnie obraz, z tym samym modelem, znajduje się w Sphinx Fine Art w Londynie. 
Przez wiele lat autorstwo obrazu przypisywano Rembrandtowi; pod taką atrybucją portret został podarowany w 1708 roku wrocławskiej kolekcji rhedigerańskiej przy kościele św. Elżbiety przez radnego miejskiego Antona Götza von Schwanenfliessa. W XIX wieku autorstwo przypisano uczniowi Rembrandta, Ferdinanda Bola; od 1879 roku w katalogu wrocławskiego Muzeum Sztuk Pięknych portret przypisywany był niemieckiemu naśladowcy Rembrandta. W 1973 roku dokonując kolejnej kwerendy atrybucji na podstawie odczytanych na płótnie liter przypisano malarzowi określanemu jako Monogramista HvT; Bożena Steinborn, która odkryła litery wskazywała na podobieństwo portretu do prac Christopha Paudisa. W 1994 roku Lech Borusewicz w artykule Zagadka tzw. Ecce Homo z kościoła św. Piotra na Helu przypisał obraz holenderskiemu malarzowi Helmichowi van Thweenhuysen II.    

## Proweniencja
Obraz 12 stycznia 1707 roku został podarowany miastu Wrocław do tutejszej kolekcji rhedigerańskiej przy kościele św. Elżbiety przez radnego miejskiego Antona Götza von Schwanenfliessa. Od 1855 roku był wystawiany we wrocławskim gmachu Stanów Śląskich (Ständehaus) przy ulicy Krupniczej, a od 1879 w Śląskim Muzeum Sztuk Pięknych (Schlesisches Museum der bildenden Künste) (nr inw. 259). W 1903 roku został przekazany do Śląskiego Muzeum Rzemiosła Artystycznego i Starożytności (Schlesisches Museum für Kunstgewerbe und Altertümer) (nr inw.396:04). W latach 1945–1947 znajdował się pod opieką Referatu Muzeów i Ochrony Zabytków miasta Wrocławia, a w 1947 przekazany do Muzeum Narodowego we Wrocławiu (nr inw. VIII-489).